# Denneneekhoorntjesbrood
Het denneneekhoorntjesbrood (Boletus pinophilus) is een eetbare paddenstoel die behoort tot de familie Boletaceae. Een forse boleet met een opvallende rode kleur in de hoed en steel, waardoor hij ook gemakkelijk is te herkennen. Hij groeit in de Alpen, vooral onder dennen.

## Kenmerken

### Uiterlijke kenmerken
Hoed
De hoed heeft een diameter van 5-30 cm. De vorm is aanvankelijk halfbolvormig, daarna plat gebogen, uiteindelijk spreidend. Het oppervlak is vettig, glad, plakkerig tijdens regen. Het is roodbruin van kleur, soms met een paarse of paarse tint.
Buisjes
Bij jonge vruchtlichamen zijn de buisjes bleek, bij oudere worden ze geleidelijk donkerder tot olijfgeel.
Steel
De steel heeft een lengte van 6–16 cm en een dikte van 3–7 cm. De vorm is aanvankelijk tonvormig, daarna eivormig, uiteindelijk knotsvormig. De steel heeft een net over de hele lengte, dat varieert van wittig tot roodbruin. 
Geur en smaak
Deze boleet heeft een aangename kruidige geur en is smakelijk.
Sporenprint
De sporenprint heeft de kleur olijf.

### Microscopische kenmerken
De sporen zijn glad, hebben een diameter van 14-18 × 5-6 μm, zonder kiemporiën. Een goed aanvullend kenmerk van deze soort is de aanwezigheid van opgezwollen eindcellen in de hoedhuid. 

## Vergelijkbare soorten
Verwisseling is mogelijk met het gewoon eekhoorntjesbrood, die soms ook bij Den groeit, maar deze:
- mist deze de rode tinten in hoed
- mist deze de rode tinten in steel
- mist opgezwollen uiteinden van de hyfen in de hoedhuid

## Verspreiding
Het denneneekhoorntjesbrood is wijdverspreid van de Middellandse Zee tot de noordelijke gebieden en wordt aangetroffen in Europa, Siberië en Noord-Amerika; de soort werd geïntroduceerd in Mexico. Het is onduidelijk of de vondsten uit Noord-Afrika tot een verwante soort behoren. In Europa is de soort wijdverspreid van het zuiden tot Finland, de belangrijkste verspreidingsgebieden liggen in het zuiden.
In Nederland komt hij zeer zeldzaam voor. Hij staat op de rode lijst in de categorie 'Verdwenen', omdat hij sinds 1987 niet meer in het land waargenomen. Rond 2017 zijn er weer enkele betrouwbare waarnemingen gemeld. 

## Ecologie
Een typisch leefgebied van de denneneekhoorntjesbrood zijn dennenbossen op arme en zure tot neutrale gronden. Zoals alle soorten van het geslacht Boletus is de denneneekhoorntjesbrood een mycorrhiza-schimmel. In de regel wordt het geassocieerd met dennen; vondsten onder sparren zijn ook zeer zeldzaam. Het leeft in dennenbossen of bossen waarin dennenbomen worden afgewisseld; het vereist voedselarme, zure tot neutrale, zandige, droge tot matig verse gronden. Individuele exemplaren zijn relatief vroeg in het jaar (vanaf juni) te vinden zijn, de belangrijkste periode voor vruchtlichamen ligt echter in het vroege najaar.